# 堇色碎米荠
堇色碎米荠（学名：Cardamine violacea）是十字花科碎米荠属的植物。分布在印度、尼泊尔以及中国大陆的云南等地，生长于海拔1,800米至3,460米的地区，一般生长在高山草坡、石坡、灌丛中或山坡针阔叶混淆林中，目前尚未由人工引种栽培。

## 别名
紫花山芥（云南）